# Obere Leitschschneidmühle
Obere Leitschschneidmühle ist eine Wüstung auf dem Gemeindegebiet des Marktes Steinwiesen im Landkreis Kronach (Oberfranken, Bayern).

## Geographie
Die Einöde lag auf einer Höhe von 406 m ü. NHN im tief eingeschnittenen Tal der Großen Leitsch und war allseits von Wald umgeben. Neufang lag 2 Kilometer westlich von der Oberen Leitschschneidmühle.

## Geschichte
Gegen Ende des 18. Jahrhunderts gehörte die Obere Leitschschneidmühle zur Realgemeinde Neufang. Das Hochgericht übte das bambergische Centamt Kronach aus. Die Grundherrschaft über die Schneidmühle hatte das Kastenamt Kronach inne.
Mit dem Gemeindeedikt wurde Obere Leitschschneidmühle dem 1808 gebildeten Steuerdistrikt Neufang und der 1818 gebildeten Ruralgemeinde Neufang zugewiesen.

### Einwohnerentwicklung
| Jahr      | 001818 | 001900 | 001925 | 001950 | 001961 |
| Einwohner |        | 5      | 8      | 2      | 0      |
| Häuser    | 1      | 1      | 1      | 1      | 1      |
| Quelle    | [ 3 ]  | [ 5 ]  | [ 6 ]  | [ 7 ]  | [ 8 ]  |

## Religion
Der Ort war ursprünglich katholisch und nach St. Laurentius (Neufang) gepfarrt.